# 深堀好敏
深堀 好敏（ふかほり よしとし、1929年（昭和4年）2月6日 - 2023年5月21日）は、長崎の被爆体験者の一人。
ペンネームを「深堀義俊」として自らの被爆体験などを原爆関連書籍に寄稿した。1979年に原爆投下直後の被爆写真を収集し、その撮影場所や日時、被害の状況、写っている人物などについて調査を始め、被爆の実態を明らかにしてきた。
2002年から2018年まで長崎平和推進協会 写真資料調査部会の部会長を務めた。長崎市がアメリカで行った被爆写真の収集に参加し、2013年から2015年に計３回渡米し、米国立公文書館などで被爆の実相を伝える写真を収集した。
2017年に、平和祈念式典で被爆者が読み上げる『平和への誓い』の代表に初めて公募で選ばれた。そして、平和祈念式典で被爆者の代表として『平和への誓い』を読み上げ、その中で次のように語った。

## 生涯
1945年8月9日、爆心地から3.6キロメートル地点にあった動員先の疎開事務所（現在の蛍茶屋停留場付近）で被爆。原爆では姉とおじを亡くした。戦後は病院の事務職員として働き、1970年頃から語り部として活動した。
40年にわたり、4千枚以上の被爆写真と向き合った。2023年5月21日、入所していた長崎市内の施設で死去した。享年94歳。

## 著作
- 深堀義俊　詩：「罪」（「季刊・長崎の証言」9号）長崎の証言の会／編　長崎の証言の会　1980。 p12
- 嶋田正儀（語り手）　深堀義俊（記録者）「交通船の窓」
- 秋月辰一郎 著、鎌田定夫 編『「季刊・長崎の証言」2号）』長崎の証言の会、1979年2月10日。 pp.100-105
- 深堀義俊（聖フランシスコ病院勤務）　わたしの発言　「長崎の平和教育を考える　－平和カレンダー問題によせて－」
- 秋月辰一郎 著、鎌田定夫 編『「季刊・長崎の証言」9号）』長崎の証言の会、1980年11月10日。 pp120-122
- 深堀義俊（聖フランシスコ病院事務長）『教皇歓迎集会「救護班」顛末記』
- 秋月辰一郎 著、鎌田定夫 編『「季刊・長崎の証言」11号）』長崎の証言の会、1981年5月15日。pp22-27
- 深堀義俊　■金比羅山をこえて大学病院下の坂本町へ 「被爆者のかげ」　－ 二十四年めの夏の日記から －
- 秋月辰一郎 著、「長崎の証言」刊行委員会 編『「長崎の証言」1970』あゆみ出版、1970年8月1日。pp100-104
- 深堀義俊　「名もなき死者たちのこと　－復元調査をとおして－」
- 秋月 辰一郎 著、長崎の証言刊行委員会 編『長崎の証言 1977 第9集　』長崎の証言刊行委員会、1977年7月25日。pp177-181
- 深堀好敏　「また会う日まで」
- 内田伯、濱﨑均、廣瀬方人 著、長崎の証言の会 編『証言 第20集 (2006) ヒロシマ・ナガサキの声』長崎の証言の会、2006年10月。ISBN 4-8113-0212-5。pp75-77